# Academia Imperial de Bellas Artes (Brasil)
La Academia Imperial de Bellas Artes (AIBA) fue una escuela superior de arte fundada en Río de Janeiro, Brasil por el rey Juan VI. Tras enfrentar varias dificultades iniciales consiguió estabilizarse recién en la segunda mitad del siglo XIX convirtiéndose en un centro de difusión de los nuevos ideales estéticos y educativos y en uno de los principales brazos ejecutivos del programa cultural nacionalista patrocinado por el emperador Pedro II. Con la llegada de la República, pasó a llamarse Escuela Nacional de Bellas Artes pero fue extinguida como institución autónoma en 1931 siendo entonces absorbida por la Universidad Federal de Río de Janeiro y continuando en actividad hasta los días de hoy como una de sus unidades de enseñanza, la Escuela de Bellas de Artes.